# Vamos a matar Sartana
Vamos a matar Sartana ist ein 1971 unter der Regie von Mario Pinzauti kostengünstig entstandener, im deutschen Sprachraum nicht gezeigter Italowestern.

## Handlung
Der junge Nebraska Clay muss sich eines Überfalls von fünf Männern erwehren und kann diese töten. Der Sheriff, seine Freundin Carol und deren Bruder sind nicht davon überzeugt, dass er in Notwehr gehandelt hat, und stecken ihn ins Gefängnis. Dort trifft er einen Gesetzlosen, den „Verrückten“, der wegen Mordes gehängt werden soll. Als der Verrückte von seiner Bande befreit wird, nutzt Clay die Gelegenheit zur Flucht ebenfalls. Verfolgt vom Sheriff und seinen Männern, sind die Fliehenden auf dem Weg zu einer Missionsstation, in der ein Schatz verborgen sein soll. Dabei werden sie von den Verfolgern und eigenen Streitigkeiten erheblich dezimiert, sodass nur Clay und Lena, die weibliche Anführerin der Banditen, das Ziel erreichen. Als der Schatz gefunden ist, versucht Lena sich auch von Clay abzusetzen, gerät mit der Beute dabei aber in Treibsand. Als der Sheriff eintrifft, kann er Clay mitteilen, dass seine Unschuld erwiesen und die Hochzeit mit Carol vorbereitet ist.

## Kritik
Segnalazione Cinematografiche urteilten, der Film sei „extrem ideenarm und technisch schwach“.

## Bemerkungen
Der Film wurde 1973 für den spanischen Markt umgeschnitten und dort als Demasiados muertos para Tex in die Kinos gebracht; die Regie wurde dabei Hauptdarsteller Martin oder einem Martin Celler zugeschrieben.